# Даль, Нильс Лауриц
Нильс Лауриц Даль (норв. Nils Lauritz Dahl; 12 ноября 1882, Кристиания — 17 июля 1966, Осло) — норвежский легкоатлет, выступавший в беге на короткие, средние и длинные дистанции и кроссе; спортивный функционер. Участник летних Олимпийских игр 1908 и 1912 годов.

## Биография
Нильс Даль родился 12 ноября 1882 года в норвежском городе Кристиания (сейчас Осло).
Работал прокурором.
Выступал в легкоатлетических соревнованиях за ИФ из Кристиании. В 1907—1914 годах завоевал на чемпионатах Норвегии шесть золотых, четыре серебряных и одну бронзовую медаль в беге на 800, 1500, 5000 метров и кроссе.
В 1908 году вошёл в состав сборной Норвегии на летних Олимпийских играх в Лондоне. В беге на 1500 метров занял в полуфинале 7-е место. Также был заявлен в беге на 100 метров, но не вышел на старт.
В 1909 году установил рекорд Норвегии в беге на 5000 метров — 16 минут 8,6 секунды.
В 1912 году вошёл в состав сборной Норвегии на летних Олимпийских играх в Стокгольме. В кроссе не смог завершить дистанцию, как и ещё 16 участников. В командном зачёте сборная Норвегии, за которую также выступали Олаф Ховденак, Парелиус Финнеруд и Йоханнес Андерсен, заняла 4-е место.
Был активным спортивным организатором и функционером. В 1929—1932 годах был президентом Норвежской легкоатлетической ассоциации.
Был одним из энтузиастов норвежского спортивного ориентирования, в 1925 году был в числе организаторов первых в стране соревнований.
Умер 17 июля 1966 года в Осло.

## Личный рекорд
- Бег на 1500 метров — 4.19,5 (1910)[1]